# Riekisura curculionis
Riekisura curculionis är en stekelart som först beskrevs av Girault 1915.  Riekisura curculionis ingår i släktet Riekisura och familjen puppglanssteklar. Inga underarter finns listade i Catalogue of Life.